# Alejandro Vea
Alejandro „Alex“ Vea (* 23. Februar 1991 in Donostia-San Sebastián) ist ein spanischer Eishockeyspieler, der seit 2006 beim CH Txuri Urdin in der Spanischen Superliga unter Vertrag steht.

## Karriere
Alejandro Vea begann seine Karriere als Eishockeyspieler in der Jugend des CH Txuri Urdin, für dessen erste Mannschaft er in der Saison 2006/07 sein Debüt in der Spanischen Superliga gab und seither ununterbrochen spielt. 2016 gewann er mit dem Klub die Copa del Rey, den spanischen Pokalwettbewerb, und 2017 den spanischen Meistertitel.

### International
Für Spanien nahm Betran im Juniorenbereich an der U18-Weltmeisterschaft 2007 in der Division III, den U18-Weltmeisterschaften 2008 und 2009 in der Division II sowie den U20-Weltmeisterschaften der Division II 2008, 2009, 2010 und 2011 teil. Zudem spielte er mit der spanischen Studentenauswahl bei der Winter-Universiade 2015 in Granada.
Im Seniorenbereich stand er im Aufgebot seines Landes bei Weltmeisterschaften der Division II 2009, 2010, 2012 und 2013 sowie bei der Weltmeisterschaft der Division I 2011. Zudem vertrat er seine Farben bei den Qualifikationsturnieren für die Olympischen Winterspiele 2014 in Sotschi und 2018 in Pyeongchang.

## Erfolge und Auszeichnungen
- 2007 Aufstieg in die Division II bei der U18-Weltmeisterschaft der Division III
- 2010 Aufstieg in die Division I bei der Weltmeisterschaft der Division II, Gruppe A
- 2016 Spanischer Pokalsieger mit dem CH Txuri Urdin
- 2017 Spanischer Meister mit dem CH Txuri Urdin